# Acrolophus laetifica
Acrolophus laetifica är en fjärilsart som beskrevs av John Hartley Durrant 1915. Acrolophus laetifica ingår i släktet Acrolophus och familjen Acrolophidae. Inga underarter finns listade i Catalogue of Life.